# Skjutsstation

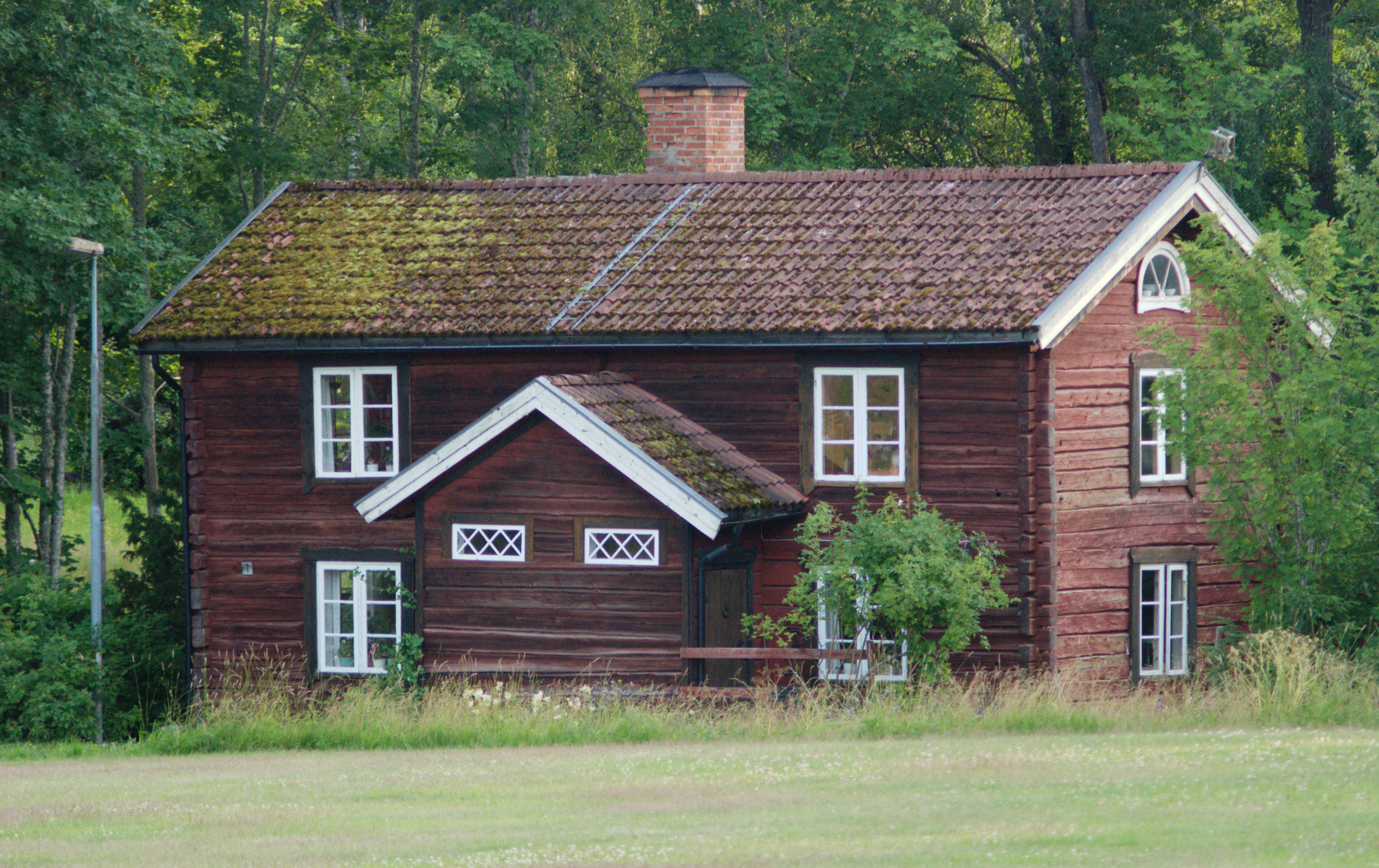
Det gamla skjutshållet i Upperud, Nyeds socken.

En skjutsstation eller skjutshåll var i Sverige en inrättning för resande på vägarna där man kunde byta hästar för skjutsar men inte, som på ett gästgiveri, erhålla mat och husrum. Det var genom gästgiveriförordningen av 1878 som länsstyrelserna gavs möjlighet att inrätta skjutsstationer som inte var gästgiverier.
Det var tidigare reglerat i Gästgiveristadgan, men avskaffades 1933.[källa behövs]
Med skjutshåll menas också avståndet mellan två gästgivaregårdar eller skjutsstationer.

## Historik
Redan i en stadga utfärdad av Magnus Eriksson 1335 finns tankar om upprättande av tavernor vid de stora stråkvägarna. Detta upprepades i Kristofers landslag 1442.
År 1561 utfärdade Erik XIV en stadga om tavernor, i vilken tillkom skyldighet att hålla skjutshästar samt förråd av mat, dryck och höfoder. Den första gästgiveristadgan tillkom år 1636.
I städerna, där mat och husrum kunde införskaffas på annat håll ersattes gästgiverierna med skjutskontor. Mindre städer valde i stället för skjutskontor att hålla sig med skjutsborgare som ombesörjde skjutsningen.